# Ruth Gordon
Ruth Gordon, egentligen Ruth Jones, född 30 oktober 1896 i Quincy, Massachusetts, död 28 augusti 1985 i Edgartown, Martha's Vineyard, Massachusetts, var en amerikansk skådespelare och manusförfattare.

## Biografi
Ruth Gordon kom till New York som tonåring och kämpade för att få roller på Broadway, där hon sedermera kom att bli en mycket beundrad skådespelare i såväl dramer som komedier. Hon hade även småroller i stumfilmer.
Från 1940-talet medverkade hon sporadiskt i filmer, ofta i excentriska roller, och hon erhöll en Oscar 1968 för sin roll som granne i filmen Rosemarys baby. Hon nominerades även till en Oscar för sin biroll i filmen Inside Daisy Clover (1965).
Hon var gift med regissören och manusförfattaren Garson Kanin och tillsammans med honom skrev hon manus till bl.a. Adams revben, som filmades 1949 med Spencer Tracy och Katharine Hepburn i huvudrollerna. För denna och ytterligare två filmer Oscarsnominerades hon och hennes make i kategorin bästa manus.

## Filmografi i urval
Som skådespelare
- 1940 – Abraham Lincoln - en folkets man
- 1941 – Tvillingarna
- 1943 – Frihetskämpar
- 1943 – De anföll i gryningen
- 1965 – Inside Daisy Clover
- 1966 – Galen till tusen
- 1968 – Rosemarys baby
- 1969 – Den som gräver en grop...
- 1970 – Var är poppa? sa käringen
- 1971 – Harold å Maude
- 1976 – Bussen som blev galen
- 1977 – Columbo (TV-serie) (avsnittet "Try and Catch Me")
- 1978 – Den vilda fighten
- 1979 – Galen i stålar
- 1980 – Nu fightas vi igen!

Som manusförfattare
- 1947 – Dubbelliv
- 1949 – Adams revben
- 1952 – Kär och galen
- 1952 – Feminint fenomen
- 1953 – Teatergalen